# سسک نیزار معمولی
سسک نیزار معمولی، سسک نیزار اوراسیایی یا سسک تالابی معمولی (نام علمی: Acrocephalus scirpaceus) پرنده‌ای از تیرهٔ سسکان نیزار در راستهٔ گنجشک‌سانان است که پیش‌تر در سسکان جهان قدیم دسته‌بندی می‌شد.
منطقه زادآوری این پرنده از اروپا تا مناطق معتدل غرب آسیا است و در ایران نیز یافت می‌شود.
این پرنده کوچنده است و زمستان را در آفریقا، مناطق زیر صحرای بزرگ آفریقا می‌گذراند. زیستگاه سسک نیزار، نیزارهایی معمولاً در حاشیه آب‌های صاف است. این پرنده آشیانهٔ سبد شکل خود را میان نی‌ها می‌سازد و ۳ تا ۵ تخم می‌گذارد که پس از ۱۰ یا ۱۱ روز جوجه می‌شوند. سسک نیزار معمولاً تک‌همسر است.

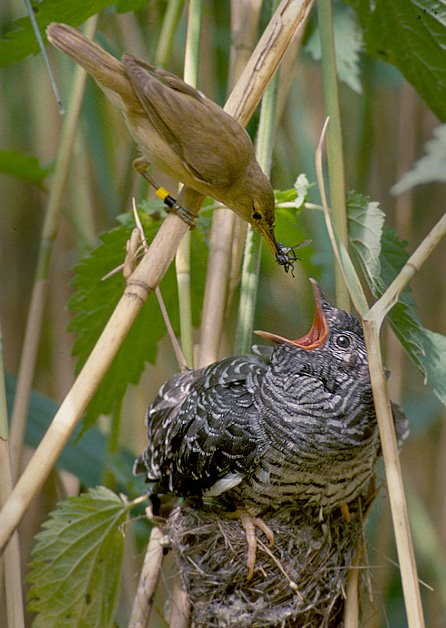
جوجهٔ کوکوی معمولی در آشیانهٔ یک سسک نیزار. سسک نیزار یکی از پرندگانی است که کوکو در آشیانه‌اش تخم می‌گذارد. کاری که جوجه‌گذاری انگلی نام دارد.

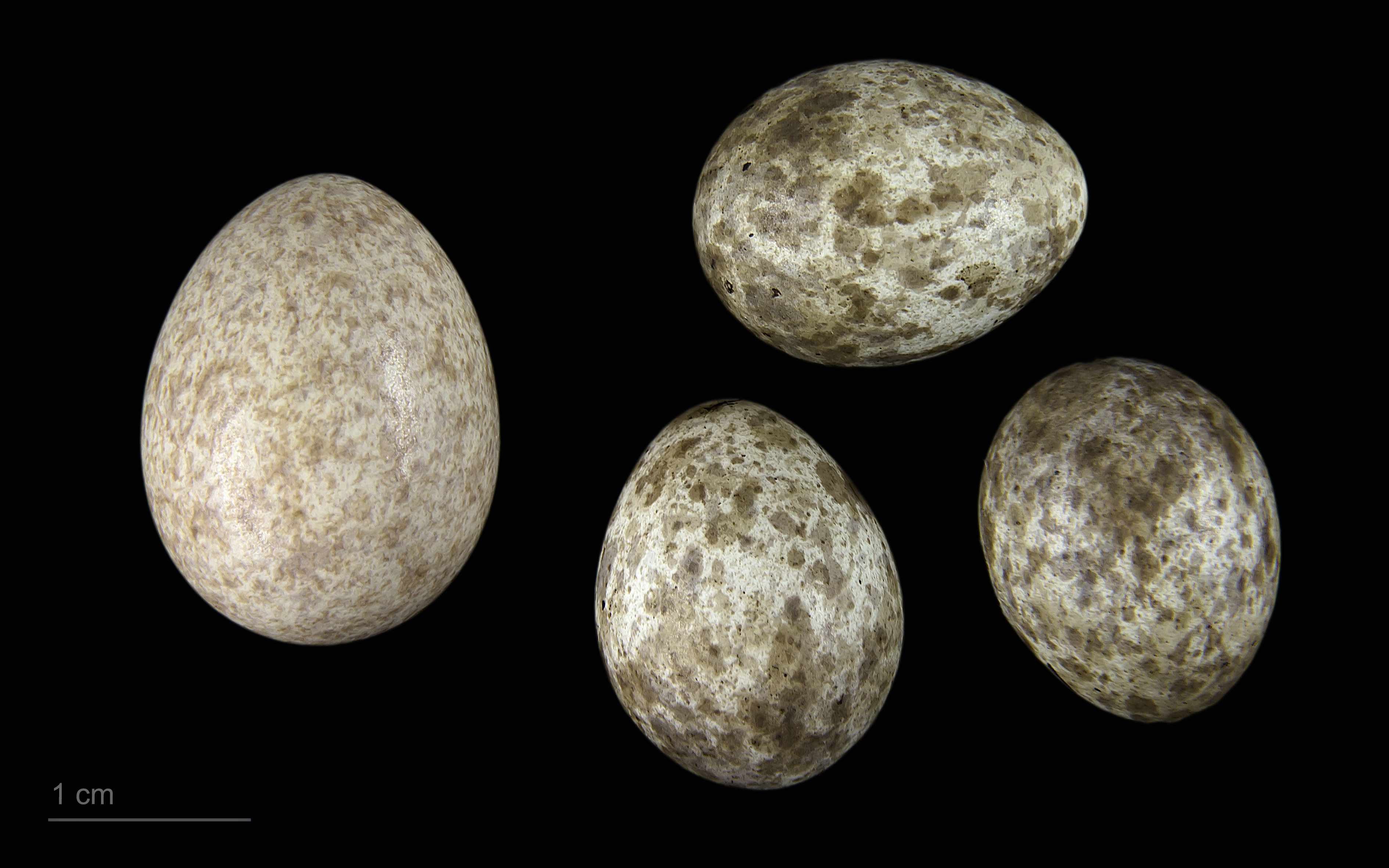
Cuculus canorus canorus + Acrocephalus scirpaceus